# Garlasco

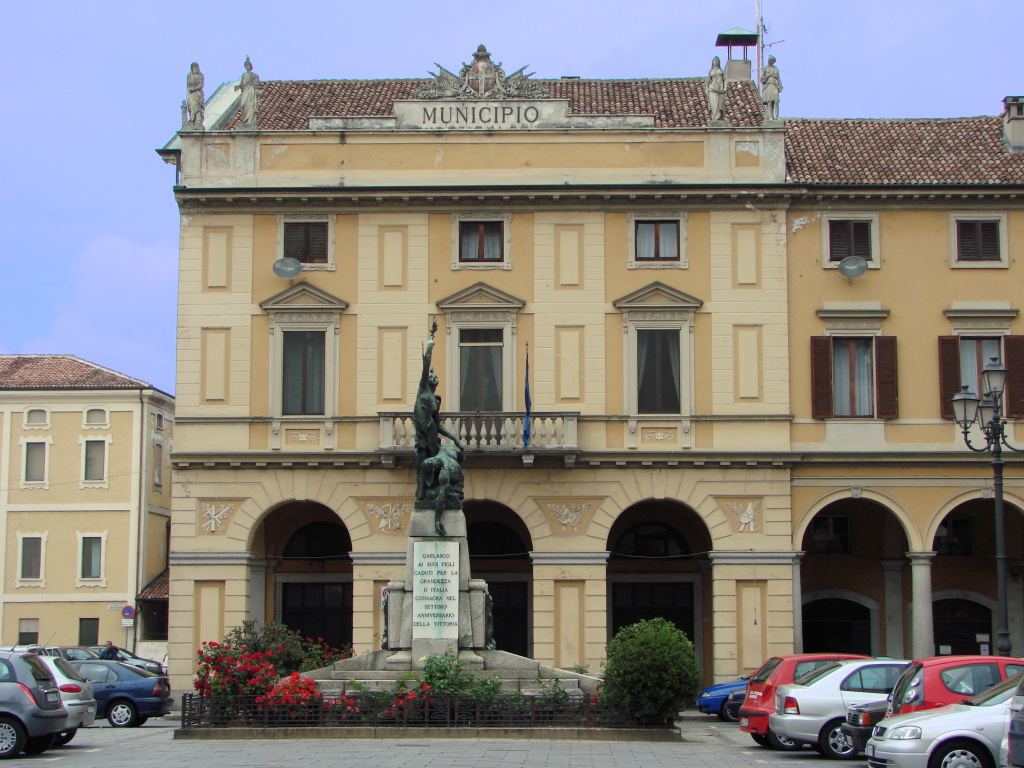
Gemeindeverwaltung von Garlasco

Garlasco (im örtlichen Dialekt Garlàsc) ist eine nordwestitalienische Gemeinde (comune) mit 9574 Einwohnern (Stand 31. Dezember 2023) in der Provinz Pavia in der Lombardei. Die Gemeinde liegt etwa 18 Kilometer westlich von Pavia und etwa 37 Kilometer südwestlich von Mailand im Parco Lombardo Valle del Ticino. Durch diesen Teil der Lomellina, die westliche Poebene, fließt nahe der Ortschaft Garlasco der Terdoppio.

## Geschichte
Erstmals urkundlich erwähnt wird die Ortschaft im 10. Jahrhundert. Ab dem ausgehenden Mittelalter nennen sich die Herren von Garlasco Grafen (conti).

## Verkehr
Durch die Gemeinde führt die Strada Statale 596 dei Cairoli von Mortara kommend Richtung Pavia (Autostrada A54). Einige Kilometer östlich von Garlasco verläuft die Autostrada A7 von Mailand Richtung Genua.
Ein Bahnhof besteht seit 1882 an der Bahnstrecke Vercelli–Pavia.